# Église Saint-Médard de Vaudoy-en-Brie
L'église Saint-Médard est une église catholique située en France sur la commune de Vaudoy-en-Brie, dans le département de Seine-et-Marne en région Île-de-France.
Elle fait l'objet d'un classement au titre des monuments historiques depuis 1921.

## Localisation
L'église est située dans le département français de Seine-et-Marne, sur la commune de Vaudoy-en-Brie.

## Historique
L'édifice est classé au titre des monuments historiques le 9 mai 1921.